# زولوتي بولي
زولوتي بولي (Золоте Поле) (بلغة تتار القرم: Caylav Saray) هي قرية في مقاطعة القرم في أوكرانيا. وهي تقع بين سمفروبل وفيودوسيا
يبلغ عدد سكانها حوالي 3,285 نسمة حسب تعداد العام 2004.